# Tasco
Tasco es un municipio colombiano ubicado en la provincia de Valderrama del departamento de Boyacá. Está a una distancia de 115 km de Tunja. Este municipio limita al occidente con Betéitiva y Paz de Río, al oriente con Socotá, al norte con el municipio de Socha y al sur con Corrales y Gámeza.

## Toponimia
El nombre del municipio proviene del vocablo Tescauen, que significa tamo o tormento que suelta el cáñamo al triturarlo.También se refiere que en la región minera del distrito de Taxco o de Alarcón, Estado de Guerrero en México, fue fundada por los españoles en 1529 una nueva población que llamaron Real de Taxco, a l2 y medio kilómetros del antiguo Tlacheo, debido al descubrimiento de abundantes vetas argentiníferas. Tascos, plural, es también un antiguo pueblo de las montañas de la Mesopotamia. Seguramente el nombre de Tasco fue traído por algunos de los conquistadores del Nuevo Reino de Granada y dado al municipio Boyacense en recuerdo de TAXCO por su riqueza minera y superior calidad de sus tierras.

## Historia
A comienzo de la conquista el caserío indígena del territorio de Tasco estaba situado en el punto que se conoce con el nombre de «el Juncal», y a consecuencia de un deslizamiento, los indígenas pasaron a un lugar cercano que se llamó «el Pueblo». El 4 de noviembre de 1586 fue nombrado doctrinero de los pueblos de Gámeza, Tasco y Taba (este último caserío, se cree que existía a orillas del Chicamocha y desapareció), el padre Manuel de Contreras, que fue el primer párroco, y el 28 de noviembre de 1602 el padre Fray Juan Velásquez. 
En visita practicada por Juan de Valcárcel, oidor de la Real Audiencia de Santafé en el año de 1635, se dispuso que los indígenas de Tasco se pasaran al pueblo de Socha y que pagaran tributos a su encomendero. Esta ley era para los aborígenes útiles que tuvieran la edad de 17 a 54 años cumplidos. Dichos tributos deberían ser pagados en los meses de San Juan y Navidad con oro, gallinas, semillas, mantas y otros. «El requinto» era otro tributo destinado a la Real Corona, tomado de lo que los encomenderos recibían de los indígenas. 
El 19 de abril de 1681 el corregidor del partido de Gámeza, capitán Fernando Antonio de Peñaloza, señaló tierras para resguardo, comunidad y potrero de 37 indígenas que encontró en el pueblo de Tasco. Fueron testigos de este señalamiento Bartolomé Falcón de Fonseca cura y vicario de dicho pueblo y el de Socha, Pedro Carvajal.
Los agustinos fueron los primeros que llegaron a evangelizar a esta comunidad. En 1777 el visitador don José María Campuzano y Lanz, corregidor y justicia mayor de la ciudad de Tunja, mandó trasladar los indígenas de Tasco y Sátiva al pueblo de Socha. Estos no aceptaron esa segregación. Por el contrario, trabajaron para darle progreso a su comunidad.
Don Juan Vicente Pérez solicitó al vicario general del Arzobispado erigir a Tasco como parroquia, petición que fue atendida y que permitió al pueblo funcionar como tal desde el 6 de octubre de 1777, fecha en la cual el Virrey Manuel Antonio Flórez firmó el correspondiente decreto con el título de Parroquia de Nuestra Señora del Rosario de Tasco.
Con un buen número de ciudadanos al mando del capitán Lorenzo Tadeo Gutiérrez y Rincón, esta población se sumó al movimiento de Los Comuneros en 1781.
El Libertador Simón Bolívar estableció en este pueblo su cuartel general, entre el 8 y 15 de julio de 1819, en la finca Aposentos de Tasco, propiedad de Pedro Ignacio Valderrama. Allí los vecinos aprovisionaron a los soldados patriotas de todos los elementos que les faltaban, especialmente vestuario y caballos.
Los próceres tasqueños que ofrendaron sus vidas por la causa de la libertad fueron José Colmenares, en Jenoy; Pablo Ussa, en el Pantano de Vargas, y Gervasio Escobar, en Pitayó.
A comienzos del siglo XX, mediante decreto del 2 de marzo de 1907, el presidente de la República, Rafael Reyes, erigió a Tasco como primera capital de la provincia de Valderrama, en homenaje al general Antonio Valderrama. Durante los siete años en que Tasco tuvo la calidad de capital, un enorme progreso se vislumbró en el pueblo, gracias al primer alcalde provincial, general Clímaco Sánchez.

## Geografía

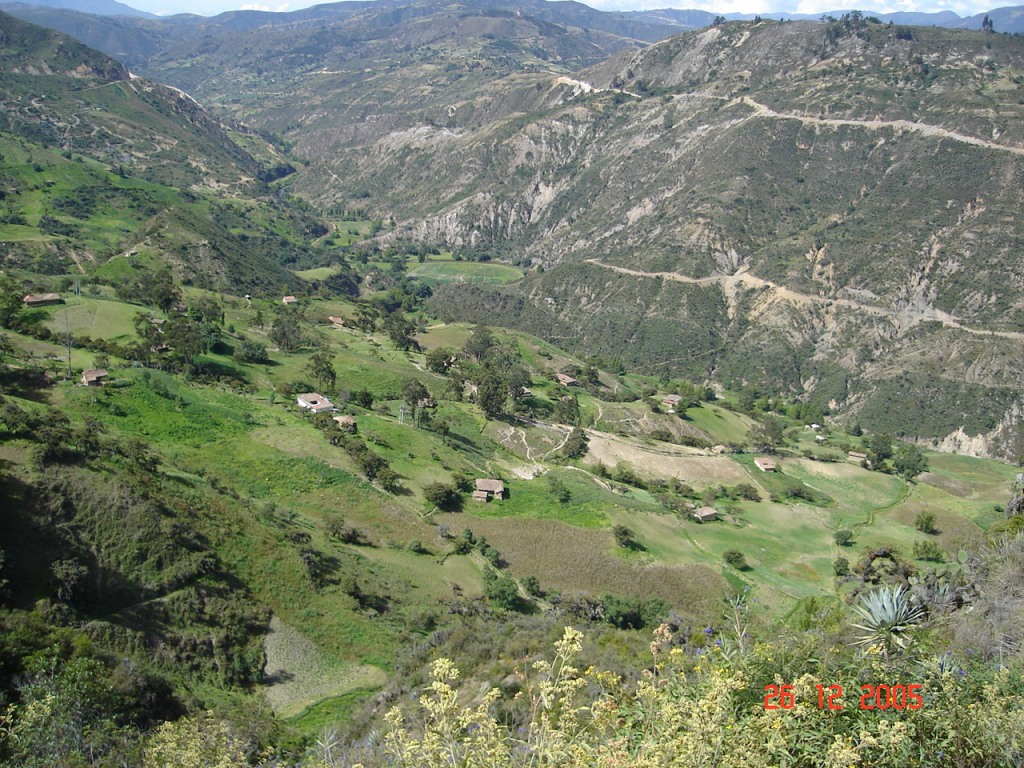
Ribera derecha del río Chicamocha a su paso por el municipio de Tasco.

El municipio se encuentra ubicado en la hoya hidrográfica del río Chicamocha, en su banda derecha entre los cerros de Tobanquí, Muerto y Tahur y en medio de las quebradas de Guaza y Carbonera se ubica el área urbana del municipio de Tasco. Pertenece a la provincia de Valderrama y a la Región Centro Oriente del Departamento de Boyacá en la República de Colombia. La cabecera del municipio se halla a una altitud de 2530 metros sobre el nivel del mar y tiene una temperatura promedio de 15 °C. Tiene una extensión de 167 km² y su territorio es montañoso. Tiene una altitud va desde los 2.400 m s. n. m. en la parte más baja, hasta los 3.800 metros aproximadamente en la parte más alta, donde gran parte del territorio hace parte del Parque nacional natural Pisba. También tenemos la laguna de loro ubicada a 3850 metros sobre el nivel del mar.
Límites del municipio
Tasco limita por el Norte con el municipio de Socha. Por el Sur con los Municipios de Corrales y Gámeza. Por el Oriente con el Municipio de Socotá. Por el Occidente con los Municipios de Betéitiva y Paz de Río.
Datos del municipio
Extensión total: 167 km²
Extensión área urbana: 0.3 km²
Extensión área rural: 233.7 km²
Altitud de la cabecera municipal: 2.530 m s. n. m.
Temperatura media: 15 °C
Distancia de referencia: 115 km Tunja

## División Político-Administrativa
Su Cabecera municipal, se encuentra dividido en los siguientes barrios: Antonio Arredondo, Urbanización Porvenir, Urbanización Tescauen, Los Pinos, Uribe Uribe, La Humildad, La Loma.
Tasco tiene bajo su jurisdicción los siguientes Centros poblados:
- El Castillo
- La Chapa
- Libertadores

Además, el municipio está compuesto con las siguientes veredas:
Calle Arriba, Canelas, El Pedregal, Hormezaque, Pedregal sector El Banco, Pedregal sector La Chapa, San Isidro, San Isidro parte Alta, San Isidro parte Baja, Santa Bárbara sector Alto, Santa Bárbara sector Bolívar, Santa Bárbara sector Cadillal, Santa Bárbara sector La Hacienda, Santa Bárbara sector Llanitos, Santa Bárbara sector Tasajeras.

## Ecología
Debido a su extensa zona montañosa y de páramos, el municipio de Tasco cuenta con buenas y variadas fuentes de agua hacia la zona Oriente del territorio. Al Occidente en los límites con Betéitiva cruza el río Chicamocha, que sirve como fuente de regadío para cultivos y pastos, pese a su nivel de contaminación a su paso por la factoría de Acerías Paz de Río en Belencito. 
Otras fuentes hidrográficas son las quebradas de Hoya Grande, Hoya de Ganado, Culebriada, El Cadillal, Patarroy, Tasajeras, el Playón, Tasajeritas, Las Guaipas y la Mermeja, que son afluentes del río Cravo Norte. Las quebradas del Mortiño, La Leonera, Llano Grande, Llano de la Casa, el Sosque, Carbonera son afluentes de la Quebrada de Guaza, que a su vez, desemboca en el Chicamocha. Otras quebradas menores son la de Canelas y Chorros como el del Volador, La Chapa y la Tenería que también son tributarias del Chicamocha. También cuenta con varias lagunas en la parte oriental, en la zona de páramos. Dichas lagunas son: Laguna del Oro, la del Barro, la de los Patos, Laguna Negra, Laguna Verde, La Colorada y Laguna Brava.

## Economía

La ruta 61 atravesaba Tasco.

En la economía se destaca la agricultura representada en la papa, el haba, las ibias, los nabos y rubas. La ganadería se centra principalmente en el sector vacuno.
La industria minera está enfocada en la explotación arenera y del carbón.

## Lugares de interés
- La zona de recarga localizadas en el páramo
- Las lagunas del oro, el barro y corral chiquito
- Las rondas hídricas de las quebradas Guaza, Canelas, Llano Grande, el Trique, Landines.
- Piedra pintada
- Taur
- Pico del caracol

## Educación
La educación en el municipio corre en manos de dos instituciones educativas públicas, la primera es la Institución Educativa Jorge Guillermo Mojica Márquez con sedes en la parte urbana y rural, y la segunda es la Institución Educativa Juan José Rondón, que tiene sedes únicamente en la parte rural. 

### I.E. Jorge Guillermo Mojica Márquez
Con más de 40 años de creación, tiene sedes en la parte rural y sede central en la parte urbana. La sede central cuenta con preescolar, básica y media con la posibilidad de hacer un técnico en las especialidades de comercio, metalistería y diseño corte y confección de prendas. Además de esto tiene programas para educación de adultos como Transformemos, Cedeboy, entre otros; tiene en el programa presencial más de 900 alumnos y su infraestructura contiene seis edificios y una cancha de fútbol y una de basquetbol.
Su dirección está a cargo de una rector (a) dos coordinadores (as) de disciplina y uno académico.

## Política
El municipio, como lo estipula la constitución política de Colombia, celebra sus elecciones de gobernador, asamblea, alcaldía y concejo cada cuatro años. Los habitantes del municipio salen a escoger sus gobernantes regionales. El lugar de votación generalmente es la sede central de la I.E.J.G.M.M. 
El municipio escoge nueve concejales que serán los que gobiernen por cuatro años el municipio junto con el alcalde.